# Janosch
Janosch (Zabrze, 11 maart 1931) pseudoniem van Horst Eckert, is een Duits kinderboekenschrijver en -illustrator. Janosch is het meest bekend door zijn zelf geïllustreerde kinderverhalen zoals O, wat mooi is Panama, waarvan sommige werden verfilmd. Hij heeft ook een aantal boeken geschreven voor volwassenen.

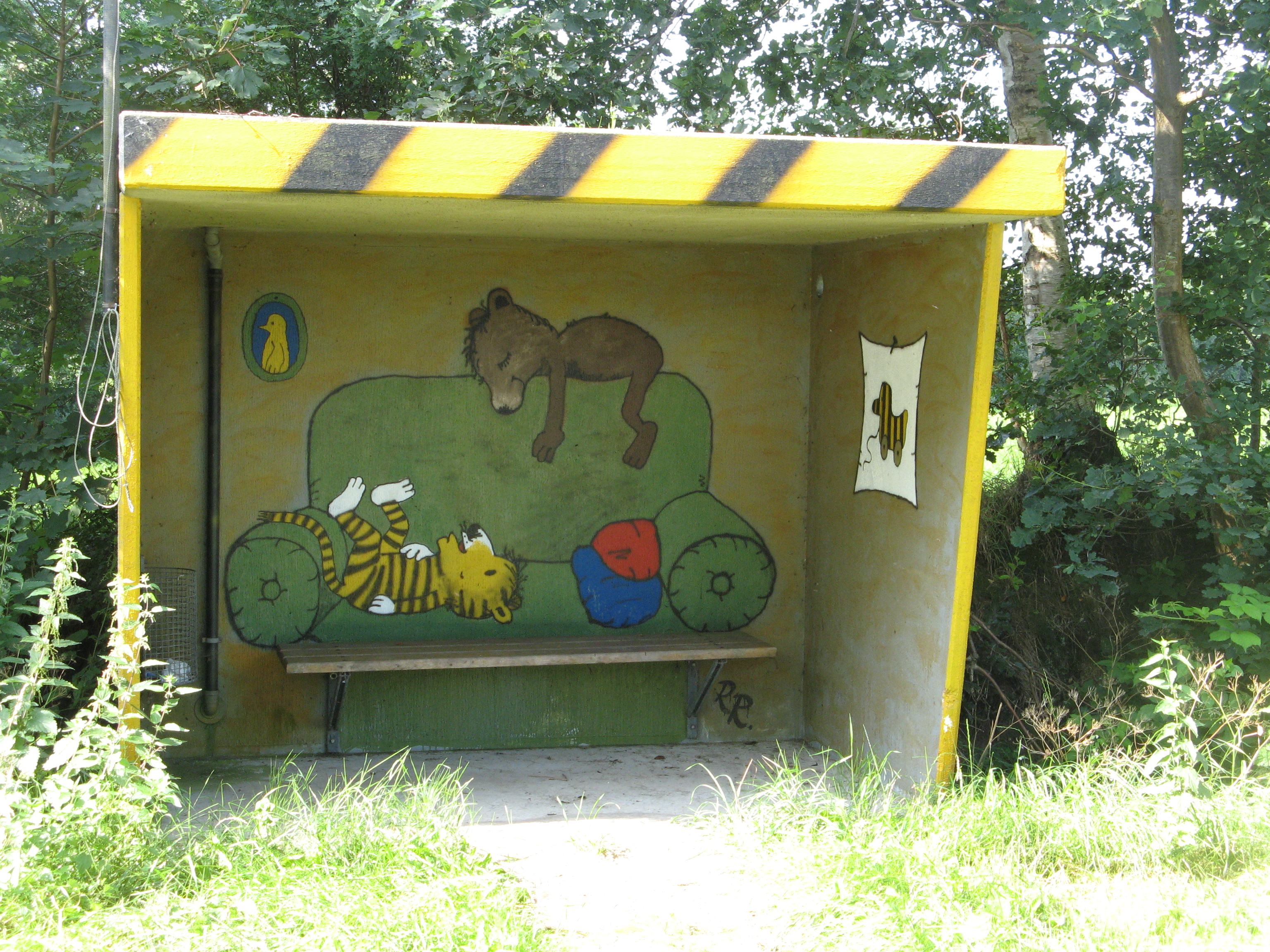
Bushalte in Bunsoh, Dithmarschen, met Janosch-figuren Kleine Tijger, Kleine Beer en rechts de Tigerente (Tijgereend) op wieltjes
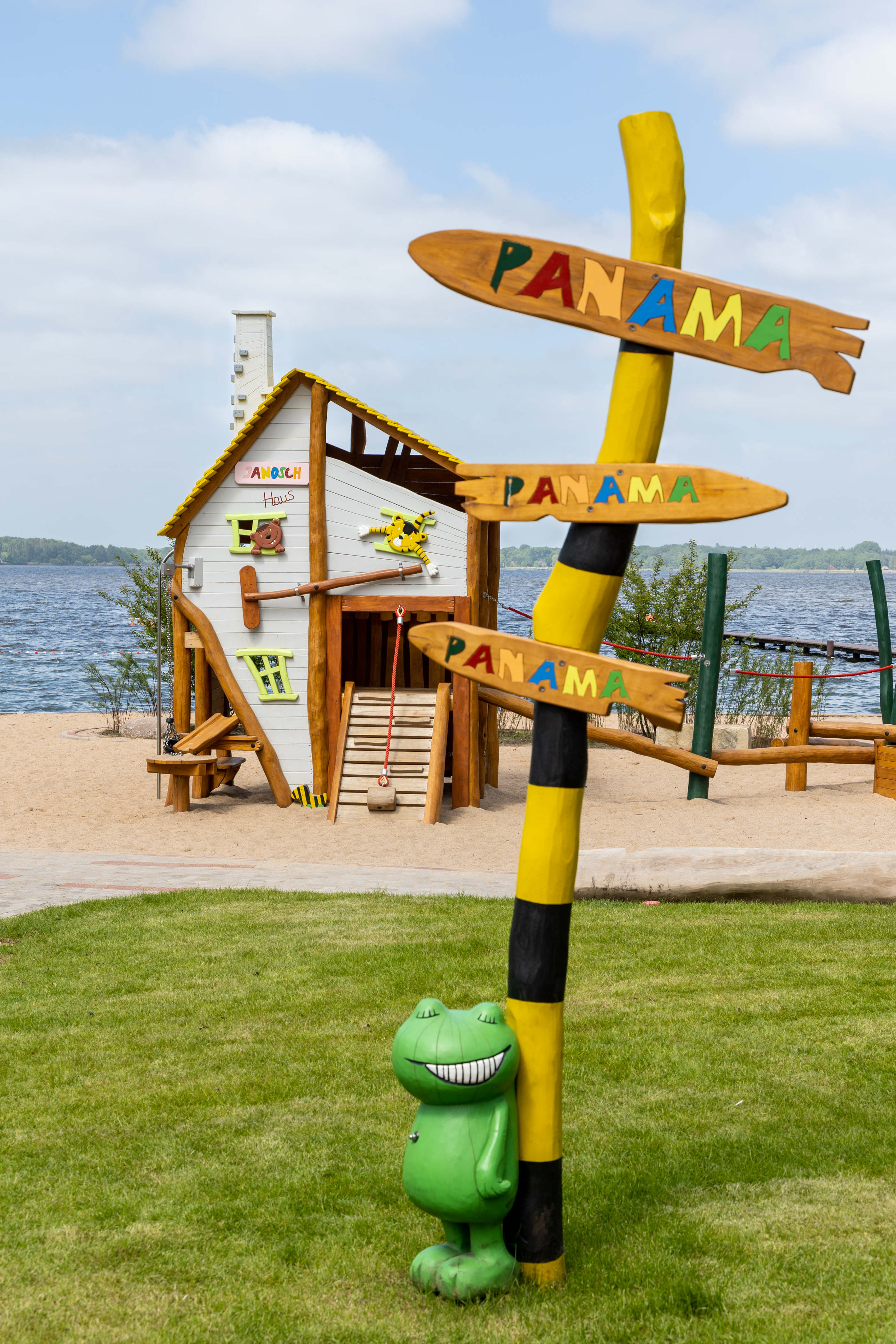
Janosch-kinderspeelplaats te Bad Zwischenahn

## Levensloop en werk
Horst Eckert/Janosch werd geboren in Zabrze (dat toen nog Hindenburg heette en deel uitmaakte van Duits Silezië); hij is afkomstig uit een familie van mijnwerkers bij de Pools-Duitse grens. Janosch had een ongelukkige jeugd: zijn vader was alcoholist, en hij werd opgevoed in een door hem als benauwend ervaren rooms-katholiek milieu. In 1946 week het gezin uit naar Duitsland, mede omdat de ouderlijke woning in de oorlog was verwoest.
Aanvankelijk wilde hij kunstschilder worden, maar de academie wees hem af. Na tal van baantjes wijdde hij zich vanaf 1956 volledig aan het schrijven en illustreren van kinderboeken. Hij woont in volstrekte eenzaamheid op Tenerife, maar heeft als jongeman lange tijd in Bad Zwischenahn gewoond. Hij was daar arbeider in een textielfabriek, en volgde via zijn werkgever cursussen in textielbedrukken, met daarbij kleurenleer en ontwerptekenen.
Janosch schreef meer dan honderd boeken. In 1979 won hij met O, wat mooi is Panama! de Deutsche Jugendliteraturpreis. Ook in Nederland is zijn werk verschillende malen bekroond.
Dieren en speelgoedbeesten spelen in Janosch' werk vaak de hoofdrol. Ze bieden kinderen identificatiemogelijkheden en hebben meestal een emanciperende rol. Het bekendste zijn de verhalen over Kleine Tijger en Kleine Beer. In zijn verhalen neemt Janosch het op voor de minstbedeelden en besteedt hij aandacht aan maatschappelijke problemen. Hij schrijft met veel gevoel voor humor. Zijn boeken stralen optimisme uit, ze laten zien dat er voor alles een oplossing is.
Janosch illustreert zijn verhalen zelf. Zijn stijl van tekenen is verwant aan Wilhelm Busch en Tomi Ungerer. Zijn kleuren zijn helder en uitgesproken. Illustraties en tekst vormen een eenheid.
Janosch is ook de geestelijke vader van de tekenfilmserie Janoschs Traumstunde, waarvan een vertaalde versie van 1986-1995 onder de titel  De grote dikke beer vertelt op de Nederlandse televisie is uitgezonden.
In 2010 stopte Janosch met schrijven, maar van 2013-2019 publiceerde hij toch nog een reeks artikelen voor een magazine van het dagblad Die Zeit.
Veel origineel materiaal van Janosch werd in 2024 verworven door het Prentenboekenmuseum, dat in een kasteel te Troisdorf is gevestigd.

## Persoonlijk
In 2013 is Janosch met zijn levenspartner Ines getrouwd. Zij woonden daarvoor al vele jaren samen.
Janosch is atheïst en humanist. Hij is bestuurslid van een Duitse, naar Giordano Bruno genoemde stichting, die een "evolutionair humanisme" uitdraagt. Voor het blad van deze stichting heeft Janosch een aantal cartoons getekend met een tendens van kritiek op de Rooms-Katholieke Kerk.

## Onderscheidingen, gewonnen literatuurprijzen (selectie)
- Janosch is sinds 1993 Officier in  de Orde van Verdienste van de Bondsrepubliek Duitsland (Bundesverdienstkreuz 1.Klasse)
- 1979: voor: O, wat mooi is Panama! de Deutsche Jugendliteraturpreis
- 1984: Zilveren Griffel